# Lucy Renshall
Lucy Renshall (11 de diciembre de 1995) es una deportista británica que compite en judo. Ganó una medalla de bronce en el Campeonato Europeo de Judo de 2018, en la categoría de –63 kg.

## Palmarés internacional
| Campeonato Europeo | Campeonato Europeo | Campeonato Europeo | Campeonato Europeo |
| Año                | Lugar              | Medalla            | Categoría          |
| ------------------ | ------------------ | ------------------ | ------------------ |
| 2018               | Tel Aviv (Israel)  | Medalla de bronce  | –63 kg             |